# Опера Бастиља
Опера Бастиља (Opéra Bastille) је модерна оперска кућа у 12. арондисману Париза, Француска. Отворена 1989. као део Великих пројеката председника Франсоа Митерана, постала је главни објекат Париске националне опере, главне оперске трупе Француске, поред старије Опере Гарније; већина оперских представа се приказује у Бастиљи заједно са неким балетским представама и симфонијским концертима, док Опера Гарније представља мешавину оперских и балетских представа.
Дизајнирана од стране уругвајског архитекте Карлоса Ота, налази се на Тргу Бастиље. Може да прими укупно 2.723 људи, са главном сценом, концертном салом и позориштем у студију.

## Историја

### Позадина и конструкција
Идеја за нову „популарну и модерну” оперу у Паризу први пут се појавила 1880-их, само неколико година након отварања Палате Гарније.  Остала је виртуелна током једног века и периодично се појављивала због понављајуће „кризе у Опери“ и ограничења која је наметала модерна оперска продукција Опери Гарније. 
Године 1981, новоизабрани председник Франсоа Митеран укључио је нову оперу у свој велики програм изградње споменика познат као "Велики пројекти". Пројекат је првобитно био део Cité de la Musique, комплекса музичких институција у североисточном Паризу. Брзо је одлучено да се одвоји и изгради у области Бастиље у Паризу, релативно радничкој четврти која је такође евоцирала на Француску револуцију и која је била традиционална полазна или завршна тачка за демонстрације. Следеће године покренут је међународни конкурс, под надзором Јавне корпорације Опера Бастиље, за избор архитекте. Пристигло је 756 пријава, а у новембру 1983. на конкурсу је победио тада мало познати архитекта Карлос От, Уругвајац који живи у Канади. Причало се да је жири, који — као што је то уобичајено код архитектонских конкурса — није познавао ауторе поднесака, погрешно претпоставио да је дизајнер био амерички архитекта Ричард Мејер.
Изградња је почела 1984. рушењем железничке станице Бастиља, која је отворена 1859. и затворена 1969. године, и где су након тога одржаване уметничке изложбе. Године 1986. нова десничарска влада предвођена Жаком Шираком разматрала је отказивање пројекта, али је на крају одлучила да је превише напредовао и поново му је дала зелено светло. Председник Митеран је остао лично укључен током процеса изградње, до те мере да га је тим за планирање упутио да одлучи о боји седишта након унутрашњег неслагања. (Изабрао је црну боју.)
У првобитном пројекту, кућа је укључивала и малу концертну салу и вишенаменску салу („salle modulable“). Ово друго је био јавни захтев Пјера Булеза, који је дуго јавно жалио на недостатак одговарајућег места за савремену музику и експерименталне наступе у Паризу. Међутим, због кашњења у изградњи, на крају је одложен, а сличан објекат је на крају изграђен као део Cité de la Musique. Концертна сала, позната као Амфитеатар Бастиља (amphithéâtre Bastille), је настављена и изграђена.
Након великих прекорачења буџета, коначни трошак изградње износио је 2,8 милијарди француских франака.
Зграду је свечано отворио Франсоа Митеран 13. јула 1989. године, уочи 200. годишњице пада Бастиље, у присуству тридесет три шефа држава или влада. Полу-сценским гала концертом, који је режирао Роберт Вилсон под називом la Nuit avant le jour (Ноћ пре дана), дириговао је Жорж Претр, а наступили су певачи као што су Тереза Берганца и Пласидо Доминго. Ту је сутрадан одржан традиционални бесплатни концерт Париске опере на Дан Бастиље. 
Кућа, која је била недовршена у време званичне инаугурације, своју прву оперску представу имала је тек 17. марта 1990. године, са опером Хектора Берлиоза Les Troyens, у режији Пјера Луиђија Пизија.

### Невоље и контроверзе
Менаџмент и перцепција Опере Бастиља били су праћени разним контроверзама и скандалима у првој деценији куће, па чак и пре њеног отварања.
Године 1987, диригент Данијел Баренбојм, који је претходно водио Париски оркестар, ангажован је да постане први уметнички директор куће и почео је да планира прве сезоне. У јануару 1989, шест месеци пре инаугурације, председник одбора компаније Пјер Берже, иначе шеф модне куће Ив Сен Лоран, отпустио је Баренбојма, наводно након што је диригент одбио да преполови своју плату, као и због његовог модернистичког става, који је Берже сматрао неподобним за „популарну” оперу. Такође је примећено да је Баренбојм био ангажован од стране десничарске владе, док је Берже био истакнути присталица и донатор Социјалистичке партије. Ова одлука се показала изузетно контроверзном на уметничком пољу: Патрис Шеро је одустао од инаугурационе гала, композитор Пјер Булез је поднео оставку из Управног одбора, а Херберт фон Карајан и Џорџ Шолти, заједно са неколико других истакнутих диригента, потписали су писмо протеста и позвали на бојкот опере Бастиља, отказујући сопствене концерте у њој. То је отежавало потрагу за новим уметничким директором; у мају, Берже је коначно могао да објави именовање корејског пијанисте и диригента Мјунг-вун Чунга, тада младог и практично непознатог у Француској. Чунг је дириговао првом опером у мају 1990. године.
Иако је његов мандат касније продужен до 2000. године, Чунг је отпуштен 1994. након победе десничарске коалиције на изборима, краја мандата Пјера Бержеа у управном одбору и утицаја именованог директора компаније, Хјуга Гала, који је отказао уговор; на врхунцу сукоба, Чунг је физички спречен да уђе у зграду упркос судској пресуди у његову корист. 
Зграда је била извор невоља колико и унутрашњи сукоби. Већ 1991. неколико од 36.000 бургундских кречњачких плоча које покривају фасаду почело је да пада, што је довело до постављања заштитних мрежа преко неких спољних зидова 1996. године; незадовољни директор их је назвао „кондомима са рупама“.  Неколико других великих реновирања је морало да се спроведе у наредним годинама, укључујући реновирање звучно-изолационе конструкције и акустике оркестарске јаме, сваки пут уз сложене, а понекад и судске процедуре како би се утврдило ко је одговоран.  Фасадни проблеми су решени тек 2009. године постављањем нових плоча од композитног материјала и другачије причвршћених. 

### Активности
Првобитно се очекивало да Опера Бастиља постане једини оперски простор компаније, а Палата Гарније је претворена искључиво у балетско место. Међутим, ова строга подела је напуштена 1990-их када су неке опере изведене у Палати Гарније, а балет компаније се такође играо у Бастиљи. Од тада се већина оперских представа одвија у модерној кући са неким балетским представама и неколико симфонијских концерата сваке сезоне, док традиционална кућа представља донекле уједначену мешавину оперских и балетских представа.
Хјуг Гал, који је преузео дужност директора Париске националне опере 1995. године, првобитно је био противник концепције Бастиље, славно се шалећи да је нова опера била „погрешан одговор на проблем који није постојао“. У свом деветогодишњем мандату, он је, међутим, заслужан за стабилизацију административне, уметничке и финансијске ситуације компаније, што је делом и последица могућности које нуди модерно позориште: већи приходи због већег капацитета седишта, шири спектар техничких средстава за режисере, боље радно окружење, већа флексибилност распореда. 

## Дизајн
Опера Бастиља се налази на тргу Бастиља. Лева страна фасаде остављена је делом скривена иза старије и мање зграде тако да се очекивало да остави утисак да је опера била део тог подручја веома дуго. Зграда се затим издужује иза фасаде пратећи углавном троугласти облик, скривен другим зградама около. Позориште је „надкривено непрозирном коцком сценске зграде и умотано у решеткасте стаклене зидове. Опера је друштвено отворена према спољашњем свету, док фоајеи, са широким погледом на град, имају глатки, безлични изглед салона на аеродрому“.  Ови фоајеи се простиру око гледалишта позоришта на неколико нивоа и дају спољашњој стакленој фасади округли облик.
Приступ улазном холу је директно са трга у нивоу улице. Иако су изграђене монументалне спољне степенице које воде до фоајеа првог нивоа и директан подземни приступ од станице метроа Бастиља до улазног хола, они су на крају затворени.
Гледалиште позоришта је пројектовано са 2.723 места, касније смањено на 2.703; организовано је у формату арене са два огромна балкона позади, са неколико уских балкона са стране. За разлику од Палате Гарније, која има неколико десетина типова седишта и не нуди видљивост бине са свих њих, свако седиште у Опери Бастиља пружа неограничен поглед на сцену, то је исти тип седишта са истим нивоом удобности. Титлови су видљиви са сваког седишта осим са оних на самом задњем делу арене и на првом балкону. Године 2005. отворене су две мале просторије за стајање у задњем делу арене; карте се продају по цени од 5 €, само увече. Не постоји „краљевска“ или „председничка ложа“; уместо тога, једно од редовних седишта у арени, у "ВИП" реду (ред 15) одмах после централног пролаза, сматра се председничким седиштем, иако нису сви председници од 1989. били страствени гледаоци опере. 
Због своје величине, гледалиште се често — и неповољно — назива „казан или шерпа“, а у поређењу са другим оперским кућама светске класе, акустика је у најбољем случају описана као разочаравајућа. Једна техничка карактеристика која је предодређена да га учини бољим је то што је под оркестарске јаме заправо мали лифт, који омогућава прилагођавање јаме захтевима извођења, подизањем за мањи оркестар и спуштањем за већи и гласнији; у својој највећој конфигурацији, јама има места за 130 играча.
Сала је углавном хладне боје због истакнутог сивог гранита, црног или белог камена и црне тканине у структури и декорацији, као и због осветлења са џиновског белог стакленог плафона, иако коришћено дрво крушке за седишта и рукохвате и храст за под доноси топлију, светло браон ноту. Овај модеран дизајн је контроверзан још од отварања куће, а део публике преферира раскошно украшену и блиставу декорацију традиционалније Палате Гарније.
Бекстејџ заузима огромну површину (5.000 м²), шест пута већу од позорнице: сценски простор је фланкиран лево и десно са површинама исте величине, а ове три области су реплициране према задњем делу позоришта. Систем шина и ротирајућа конструкција омогућавају да се читаве гарнитуре унесу и изнесу на џиновским моторизованим платформама за неколико минута и да те платформе стоје на доступним местима иза позорнице; брзе промене сцене омогућавају уметницима да поподне увежбају једно дело, а увече да изведу још једно, што је немогуће у Палати Гарније. Употреба оваквих платформи такође знатно олакшава коришћење тродимензионалних сетова уместо традиционалних равних приказа. Испод бине је џиновски лифт, који се користи за спуштање неискоришћених постављених платформи у подземно складиште велико колико и сам бекстејџ.
Зграда такође укључује просторију за пробе која реплицира позоришну јаму и сцену.